# Saint-Preux (acteur)
Pour les articles homonymes, voir Saint-Preux (homonymie) et Auvray.
Saint-Preux (né Antoine Auvray le 11 mars 1745 à Versailles et mort après décembre 1820) est un acteur français.

## Biographie
Son père François était « officier chez Monsieur le marechal Destisac ».
Antoine Auvray commence sa carrière de comédien à Bruxelles en 1768, sous le nom de scène de Latour. Il joue ensuite sous le nom de Saint-Preux à Montpellier de 1770 à 1773, puis à Rennes en 1774, à Namur et à nouveau à Bruxelles en 1776, à Maastricht et à Liège en 1778.
Il débute à la Comédie-Italienne le 4 février 1780, puis à la Comédie-Française le 20 août 1782, sous le nom d'Auvray, mais il se sera pas reçu.
On le retrouve ensuite à Lille en 1785 et à Lyon l'année suivante. Il s'installe à Paris et joue au Théâtre de Monsieur en 1789, puis au Théâtre Palais-Variétés en 1792. En 1794 il dirige le Théâtre de l'Égalité.
En juin 1794, il présente une note au Comité de salut public intitulée Conduite civique du citoyen Auvray dit Saint-Preux, depuis l'année 1789.
Jouant encore les pères nobles au Théâtre Molière en 1802, il donne sa représentation de retraite à Lille le 23 décembre 1820.
On ignore la date et le lieu de son décès.